# Graphomya eustolia
Graphomya eustolia este o specie de muscă din familia Muscidae. 